# Los guantes mágicos
Los guantes mágicos es una película argentina del año 2003, escrita y dirigida por Martín Rejtman.

## Sinopsis
Alejandro (Gabriel "Vicentico" Fernandez Capello), un remisero en medio de una crisis económica y emocional, decide vender su viejo Renault 12 para ingresar al negocio de la venta de guantes mágicos.

## Elenco
- Gabriel "Vicentico" Fernández Capello como «Alejandro»;
- Valeria Bertuccelli como «Valeria»;
- Fabián Arenillas como «Sergio»;
- Cecilia Biagini como «Cecilia»;
- Susana Pampín como «Susana»;
- Diego Olivera
- Leonardo Azamor
- Pietr Krysav como «Hugh»;
- Denis Lukin como «Kevin»;
- Yelena Goreyeva como «Laura»;
- Darío Levy como «Otorrinolaringólogo»;
- Gonzalo San Martín como «Oculista»;
- Víctor Hugo Carrizo como «Copiloto»;
- Alicia Palmes como «Mujer Lútor»;
- Santiago Bontá como «Barman»;
- Sol Suárez como «Moza Bar»;
- Lilian Lapadula como «Voz Profesora de Yoga»;

## Crítica
La película fue muy bien recibida por la crítica y considerada por muchos una de las mejores del director. Diego Batlle, crítico del diario La Nación, destacando el trabajo de Martín Rejtman, un pionero del nuevo cine argentino, dirá que el director:

[...] construye en "Los guantes mágicos" su película más madura y audaz, una comedia agridulce que provoca muchas risas con sus destellos de humor absurdo, pero que al mismo tiempo va dejando como sedimento una sensación de melancolía y tristeza en su mirada a las miserias de un grupo de personajes que -en sus pequeñas manías, traumas, rituales y bajezas- sintetizan casi sin proponérselo la decadencia más o menos ostensible de la clase media porteña.